# Gendun Drup

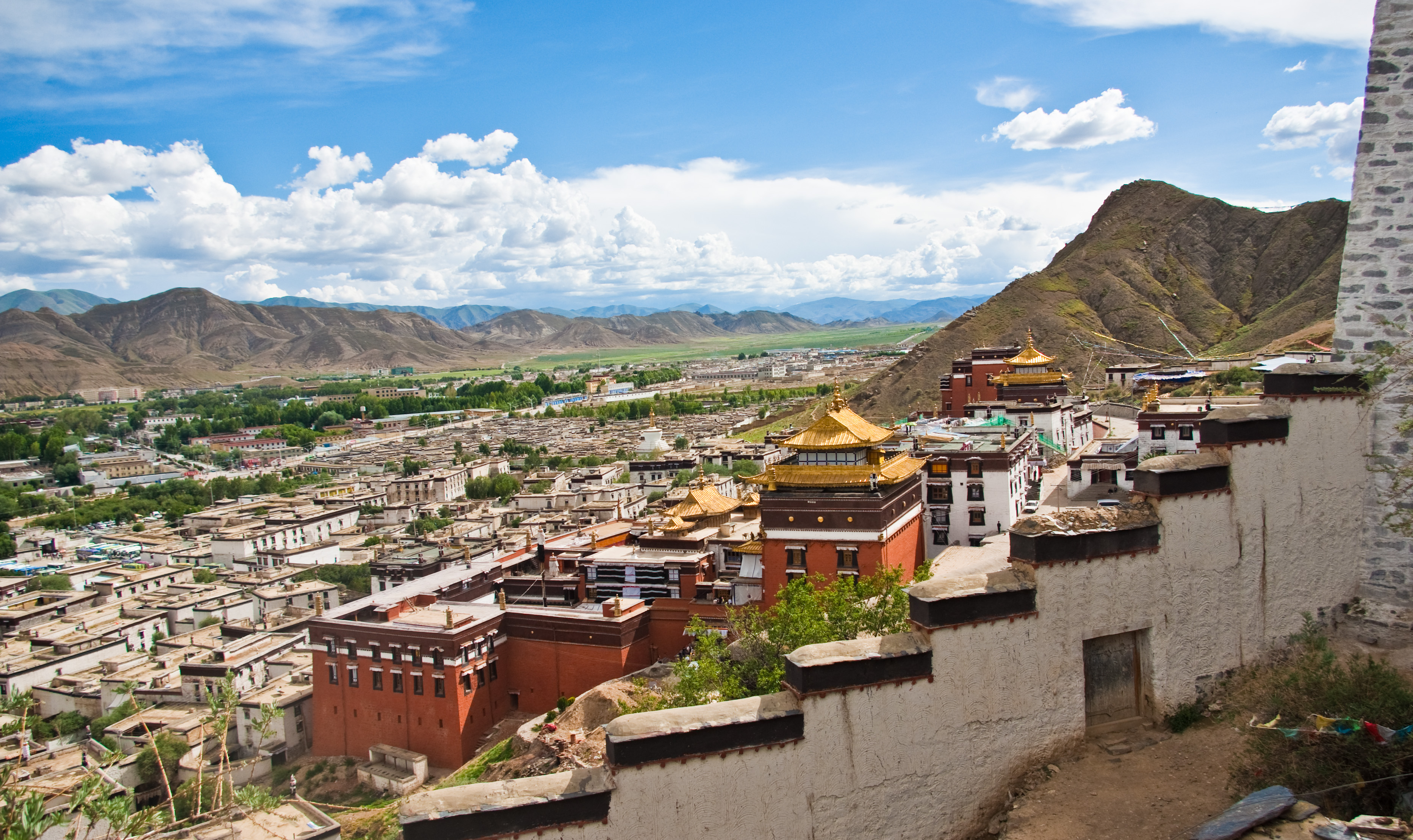
Klasztor Taszilunpo

Gendun Drup, I Dalajlama (tyb. དགེ་འདུན་གྲུབ།, Wylie Dge-'dun grub; ur. jako Pema Dordże w 1391 w Gyurmey Rupa, zm. 1474 lub 1475 w klasztorze Taszilunpo) – w swoim czasie jeden z najważniejszych  lamów tradycji gelug buddyzmu tybetańskiego, uczeń jej założyciela i jednocześnie wielkiego religijnego reformatora Congkhapy. Budowniczy i opat klasztoru Taszilunpo w Xigazê (Shigatse), uznany później za pierwszego w linii reinkarnujących się dalajlamów. Nie sprawował funkcji politycznych.
Zgodnie z doktryną buddyzmu tybetańskiego emanacja Awalokiteśwary (tyb. Czenreziga), bodhisattwy współczucia.

## Życiorys
Jego rodzicami byli koczowniczy hodowcy bydła Gonpo Dordże i Jomo Namkha Kyi. Gendun Drup urodził się w roku 1391 jako Pema Dordże w Gyurmey Rupa, w tybetańskim regionie Ü-Tsang, nieopodal klasztoru Sakja.
W wieku lat 14 rozpoczął nowicjat w klasztorze Narthang, a pieczę nad nim objął opat Kenczen Drupa Szerab. W 1410 jako 18-latek został uczniem nauczyciela i reformatora Congkhapy (uznawanego czasami za jego wuja), a w okresie późniejszym jego głównym spadkobiercą i de facto twórcą szkoły opartej na jego nauczaniu. Stała się ona z czasem jedną z dominujących tradycji (linii przekazu) buddyzmu tybetańskiego (późniejsza szkoła gelug).
W 1445 przy wsparciu możnych protektorów rozpoczął budowę klasztoru Taszilunpo niedaleko Szigatse, zakończoną ok. roku 1453. Jego opatem był aż do śmierci w 1474/5.

## Reinkarnacja
Najprawdopodobniej będąc świadomym prestiżu jaki starszym szkołom przynosiła tradycja reinkarnujących się lamów (np. karma kagju), mógł ją zaadaptować na potrzeby gelugpów. W jakiś czas po śmierci Gendun Drupy, jego kolejna inkarnacja została rozpoznana w chłopcu znanym później jako II Dalajlama Gendun Gjaco.
Warto również zauważyć, że tytuł „dalajlamy” został przyznany przez władcę Mongołów Ałtan-chana dopiero trzeciemu w kolejności reinkarnującemu się lamie szkoły gelug (1578), a jako jeden z wielu przynależnych im tytułów zyskał na znaczeniu dopiero za życia V Dalajlamy Lobsanga Gjaco. Dlatego też Gendun Drup uznany został za I Dalajlamę wiele lat po swojej śmierci.